# راننده فرار اتفاقی
راننده فرار اتفاقی (انگلیسی: The Accidental Getaway Driver) یک فیلم جنایی آمریکایی محصول سال ۲۰۲۳ به کارگردانی سینگ جی. لی است که اولین تجربه کارگردانی او محسوب می‌شود. لی فیلمنامه آن را به همراه کریستوفر چن نوشته است. این فیلم با الهام از ربوده شدن لانگ ما، یک راننده تاکسی ویتنامی-آمریکایی در شهرستان اورنج، توسط سه فراری از زندان در سال ۲۰۱۶ ساخته شده است. هیپ تران نگیا، فی وو، دالی بنسالاه و داستین نگوین در این فیلم بازی می‌کنند.
این فیلم اولین نمایش جهانی خود را در جشنواره فیلم ساندنس در ۲۳ ژانویه ۲۰۲۳ داشت و در ۲۸ فوریه ۲۰۲۵ توسط یوتوپیا منتشر شد.

## بازیگران
- هیپ تران نگی در نقش لانگ ما
- داستین نگوین در نقش تی دونگ
- دالی بن صلاح در نقش آدن
- فی وو در نقش ادی لی
- گابریل چان در نقش لان ما
- ویوین نگو در نقش آلیس
- کتی وو در نقش هان
- تیفانی راثمن در نقش لیندا
- شارون شارث در نقش دربان
- تراون مک‌کال در نقش گوینده خبر
- ادوارد سینگلتاری در نقش سخنران انگیزشی

## تاریخ تولید و انتشار
تولید در سال ۲۰۲۲ در سایگون کوچک و وست‌مینستر کالیفرنیا انجام شد.
این فیلم اولین نمایش جهانی خود را در جشنواره فیلم ساندنس در ۲۳ ژانویه ۲۰۲۳ داشت، لی در آن جا جایزه کارگردانی را در بخش درام آمریکایی برای این فیلم دریافت کرد. این اثر در ۲۸ فوریه ۲۰۲۵ توسط یوتوپیا منتشر شد.